# Banda Militar del Ejército Popular de Liberación de China

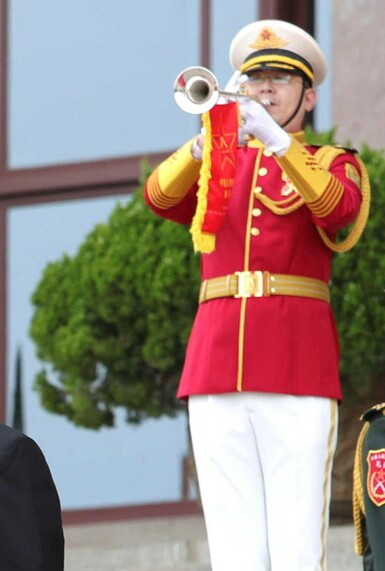
Un trompetista de la banda militar en su notable uniforme rojo.

Banda Militar del Ejército Popular de Liberación de China (chino tradicional: 中国人民解放军军乐团) es una unidad de militar hecha para ceremonias llevada a cabo por el Ejército Popular de Liberación. Los miembros de la banda interpretan música ceremonial para los jefes de Estado y de gobierno visitantes.
La banda militar del EPL presentó su primera presentación pública el 1 de octubre de 1949, en la ceremonia de fundación de la República Popular, que fue fundada por Mao Zedong ese mismo día. Un año más tarde, se convirtió en la Banda de la Sede de la Guarnición de la Capital de Beijing y se convirtió en la Banda Militar de la Región Militar de Beijing dos años después de eso.
Desde 2012, la banda militar ha actuado en 14 desfiles militares (incluido el Desfile del Día de la Victoria en China 2015), los Juegos Asiáticos de 1990, los Juegos Olímpicos de Pekín 2008, el Congreso Nacional del Pueblo, la Exposición Universal de Shanghái y el Festival de Bandas Militares de OCS.
En enero de 2016, la banda se convirtió en una unidad de informes del Departamento de Trabajo Político de la Comisión Militar Central. En el verano de 2018, la banda militar llevó a cabo reformas militares en el protocolo para las visitas de estado por primera vez, que incluyó la ejecución de una marcha militar o una canción popular del país visitante y la expansión de la banda nacional de marcha del EPL (un conjunto de la banda central) a 61 miembros, de 43 anteriormente.

## Galería

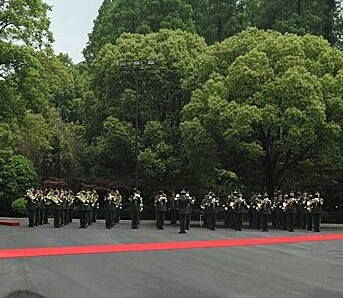
La banda de guardia de honor del EPL
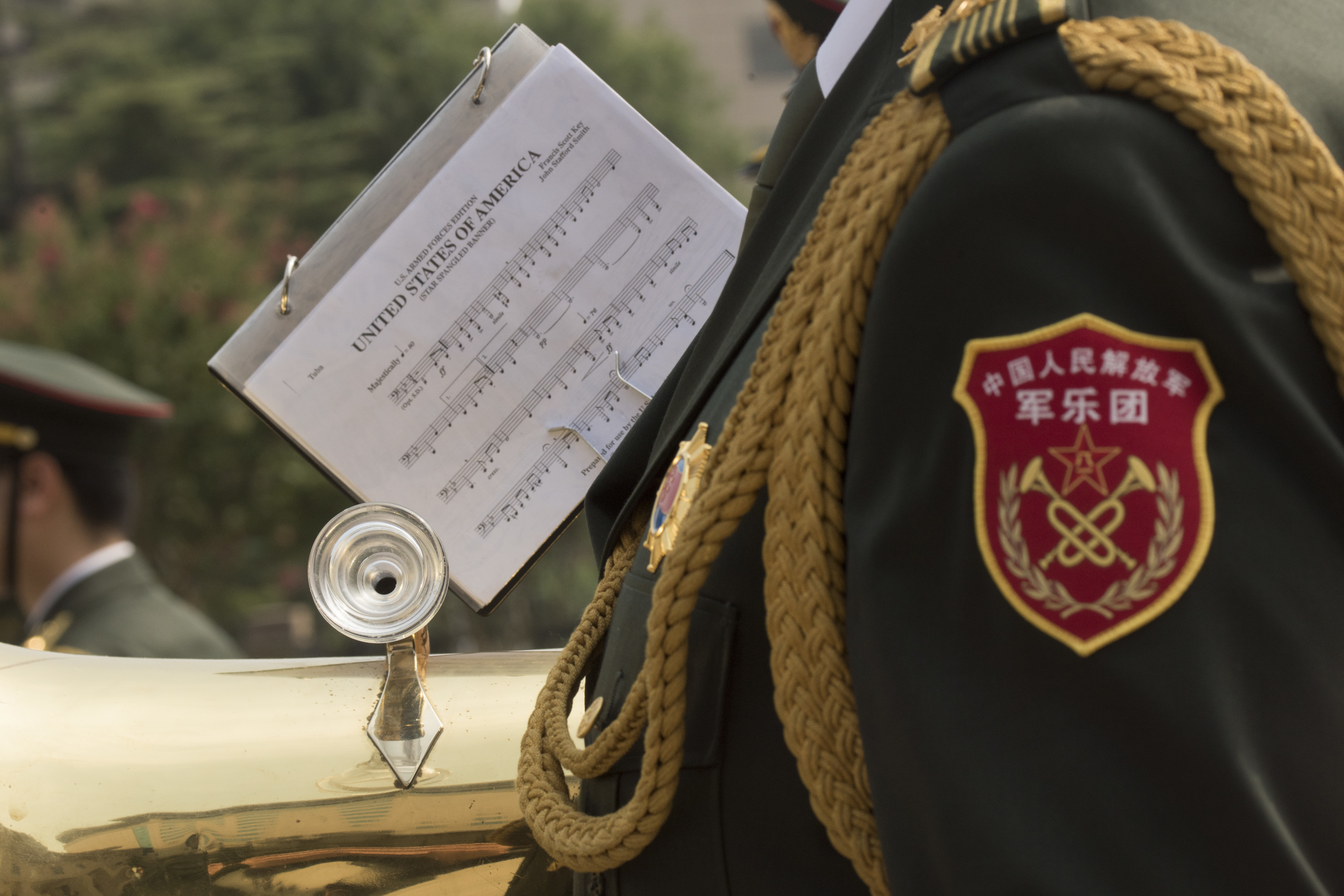
Foto ceremonial del músico con la partitura para el Star Spangled Banner
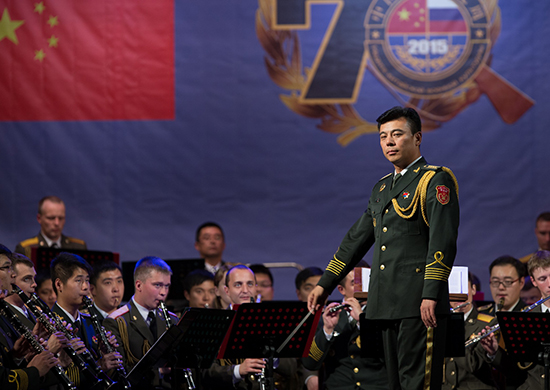
Maestro de la banda, Zhang Haifeng.
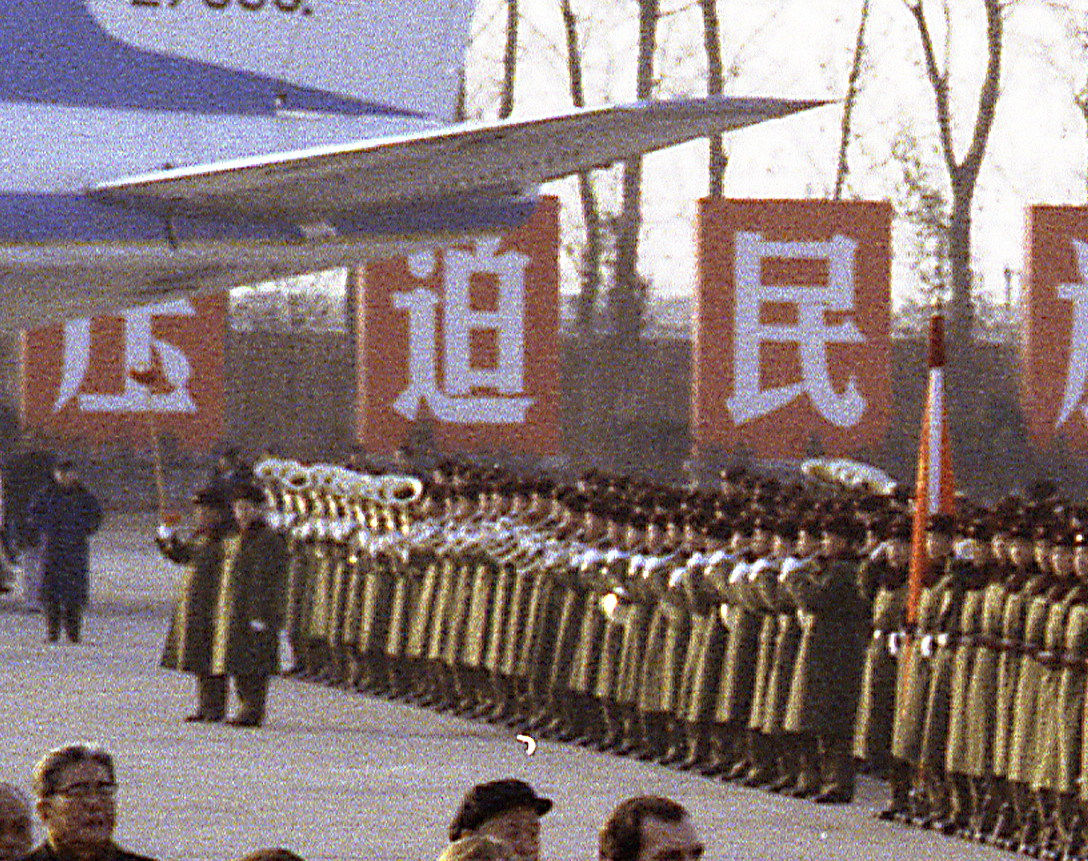
La banda militar antes de la visita de Presidente de los Estados Unidos Richard Nixon en 1975.
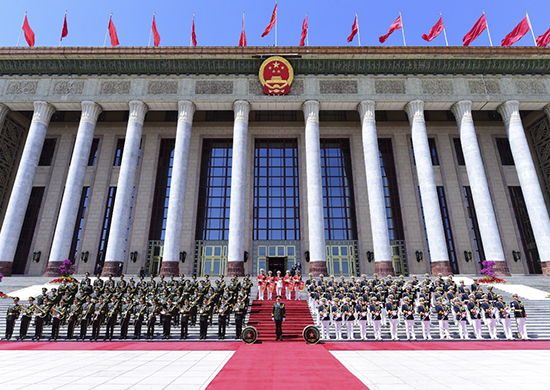
La Banda de PLA combinada en el Gran Salón de la Gente con la banda de protocolo regular a la izquierda, la Banda Nacional de Marchas a la derecha y los trompetistas estatales en el medio.